# Renault VH
Renault VH — французский дизель-поезд. Производился французской компанией Renault в 1933—1934 году. Всего было построено 115 составов. Поезда эксплуатировались во всей континентальной Франции. Последний поезд был выведен из эксплуатации в 1970 году.
Сохранилось всего 2 поезда данной модели:
- Музей «Город поездов» (Мюлуз)
- Историческая железная дорога CITEV (Андюз — Сен-Жан-дю-Гар)